# Uga-Uga
Uga-Uga est une telenovela brésilienne diffusée en 2000-2001 sur Rede Globo.

## Acteurs et personnages
| Acteur/Actrice          | Personnage                            |
| ----------------------- | ------------------------------------- |
| Humberto Martins        | Bernardo Baldochi / Bento (Kala Kalú) |
| Vivianne Pasmanter      | Maria João Portela                    |
| Cláudio Heinrich        | Adriano Karabastos (Tatu)             |
| Vera Holtz              | Santa Karabastos                      |
| Lima Duarte             | Nikos Karabastos                      |
| Danielle Winits         | Tati (Tatiana Prado)                  |
| Marcello Novaes         | Beterraba (Darcy)                     |
| Mariana Ximenes         | Bionda Arruda Prado                   |
| Marcos Pasquim          | Casemiro Baldochi (Van Damme)         |
| Lúcia Veríssimo         | Maria Louca Pellegrino                |
| Sílvia Pfeifer          | Vitória Arruda Prado                  |
| Heitor Martinez         | Rolando Karabastos                    |
| Tato Gabus Mendes       | Anísio Karabastos                     |
| Wolf Maya               | Felipe Prado                          |
| Nair Bello              | Pierina Baldochi                      |
| Marcos Frota            | Nikolaos Karabastos Júnior (Nikos)    |
| Ângelo Paes Leme        | Salomão                               |
| Françoise Forton        | Larissa Guerra                        |
| Oswaldo Loureiro        | Querubim                              |
| Roberto Bonfim          | Pajé                                  |
| Nívea Stelmann          | Gui (Guinivere)                       |
| Rita Guedes             | Stella                                |
| Joana Limaverde         | Bruna Arruda Prado                    |
| Matheus Rocha           | Ari                                   |
| Juliana Baroni          | Shiva Maria Pomeranz                  |
| Geórgia Gomide          | Gherda                                |
| Luiz Guilherme          | Turco                                 |
| Alexandre Lemos         | Dinho Portela Baldochi                |
| Delano Avelar           | Antônio Argel                         |
| Vanessa Nunes           | Penélope                              |
| Alexandre Schumacher    | Zen                                   |
| Vick Militello          | Dominatrix                            |
| Tatyane Goulart         | Lilith Pomeranz                       |
| Beth Lamas              | Madá                                  |
| Hugo Gross              | Barbosa                               |
| Mônica Mattos           | Tânia                                 |
| Betty Lago              | Brigitte/ Alice                       |
| Mário Gomes             | Ladislau Pomeranz                     |
| John Herbert            | Veludo                                |
| Stepan Nercessian       | João Guerra Portella                  |
| Jorge Pontual           | Mutuca                                |
| Marcelo Faria           | Amon Rà Pomeranz                      |
| Maria Ceiça             | Rosa                                  |
| Denise Fraga            | Mag                                   |
| Luiz Fernando Guimarães | Varella                               |
| João Carlos Barroso     | Pereirinha                            |
| Luciano Szafir          | Pepê                                  |
| Edwin Luisi             | Francis                               |
| Cássia Linhares         | Lulú                                  |
| Nelson Freitas          | Nilo                                  |
| Clarice Niskier         | Amélia                                |
| Bianca Castanho         | Ametista                              |
| Silvia Nobre            | Crocoká                               |
| Taís Araújo             | Emilinha                              |
| Cláudia Lira            | Suzi                                  |
| Norma Geraldy           | Norma                                 |
| Oswaldo Louzada         | Dr Moretti                            |
| Lolita Rodrigues        | Carmen                                |
| Gabriel Braga Nunes     | Otacílio                              |
| Paula Burlamaqui        | Kate                                  |
| Elias Gleizer           | Ceguinho                              |
| Isadora Ribeiro         | Marlene                               |
| Ewerton de Castro       | Marido nervoso                        |
| Daniele Suzuki          | Sarah                                 |
| Marcos Breda            | Gumercindo                            |
| Betty Erthal            | Violeta                               |
| Sokram Sommar           | Índio Tupã                            |
| Sérgio Loroza           | Pimpão                                |
| George Bezerra          | Zeca                                  |
| Osvaldo Mil             | Geraldão                              |
| João Camargo            | Padre Zeca                            |
| Moacir Alves            | Antiquário                            |
| Fernanda Lobo           | Gorda à la cafétéria                  |
| Alexandre Zacchia       | Jambo                                 |
| Berta Loran             | passager sur le plan de Varella       |
| Miriam Pires            | Cecília                               |
| Marcela Rafea           | Dóris                                 |
| Junior Prata            | Pescador                              |

## Diffusion
- Rede Globo (2000-2001)
- Canal 9
- La Red
- Repretel / Teletica
- Ecuavisa
- TCS Canal 4
- Canal 3
- SOTEL
- Azteca 7
- Televicentro
- TVN
- SNT
- ATV / Global Televisión
- Zone Romantica
- Teledoce
- Telemundo
- MundoFox
- Televen

### Sources
- (pt) Cet article est partiellement ou en totalité issu de l’article de Wikipédia en portugais intitulé « Vamp (telenovela) » (voir la liste des auteurs).